# Alexandra Prince
Alexandra Prince (Hamburg, 1975. november 3. – , ) brazil származású német énekes-dalszerző.

## Diszkográfia
- Gadjo / Besame Mucho (vokál, 2002)
- Gadjo feat. Alexandra Prince / So many Times (vokál & társszerző, 2005)
- Fireflies feat. Alexandra Prince / I can't get enough (vokál & társszerző, 2006)
- Locktown feat. Alexandra Prince / Alive (vokál & társszerző, 2006)
- Syke'n'Sugarstarr feat. Alexandra Prince / Are you (Watching me, Watching you) (vokál & társszerző, 2006)
- Syke'n'Sugarstarr feat. Alexandra Prince / So alive (vokál & társszerző, 2010)
- Fettes Brot feat. Alexandra Prince / Kuba (vokál, 2005)
- No Angels / Angel of mine (társszerző, 2003)
- Vanessa S. / Shining (társszerző, 2003)
- Nalin & Kane vs. Denis the Manace feat. Alexandra Prince / Cruising (vokál, 2003)
- Phantom Black feat. Alexandra Prince / I have nobody (Deichkind Remix) (vokál, 2003)
- Phantom Black feat. Alexandra Prince / My Love (vokál, társszerző, 2003)
- DJs@Work / Time 2 Wonder (vokál, 2002)
- Neo Cortex / Elements (vokál, 2002)
- Alex Prince / Whatever (vokál, 1999)
- Alex Prince feat. Mazaya / How we liven’ (vokál, 1998)
- Nana / Lonely (vokál, 1997)
- Nana / He’s comin’ (vokál, 1997)
- Nana feat. Alex Prince / One Second (vokál, 1997)
- Kool Savas / 30 Sekunden feat. Olli Banjo and Mo-Trip (John Bello Story 3, 2010)
- Kool Savas feat. Alex Prince / Limit (Märtyrer, 2014)